# Григорівська сільська рада (Вознесенський район)
Григо́рівська сільська́ ра́да — адміністративно-територіальна одиниця та орган місцевого самоврядування в Вознесенському районі Миколаївської області. Адміністративний центр — село Григорівське.

## Загальні відомості
- Населення ради: 855 осіб (станом на 2001 рік)

## Населені пункти
Сільській раді були підпорядковані населені пункти:
- с. Григорівське
- с. Василівка

## Склад ради
Рада складалася з 12 депутатів та голови.
- Голова ради: Пірта Олександр Іванович
- Секретар ради: Ходоров Сергій Анатолійович

### Керівний склад попередніх скликань
| Прізвище, ім'я, по батькові | Основні відомості                                            | Дата обрання | Дата звільнення |
| --------------------------- | ------------------------------------------------------------ | ------------ | --------------- |
| Пірта Олександр Іванович    | Сільський голова, 1969 року народження, безпартійний         | 26.03.2006   | 31.10.2010      |
| Пірта Олександр Іванович    | Сільський голова, 1969 року народження, член Партії регіонів | 31.10.2010   |                 |

Примітка: таблиця складена за даними сайту Верховної Ради України

### Депутати
За результатами місцевих виборів 2010 року депутатами ради стали:

#### За суб'єктами висування
| Суб'єкт висування           | Кількість обраних депутатів | %    |
| --------------------------- | --------------------------- | ---- |
| Партія регіонів             | 7                           | 58,3 |
| Комуністична партія України | 3                           | 25   |
| Самовисування               | 2                           | 16,7 |

#### За округами
| № округу                    | Прізвище, ім'я, по батькові         | Дата визнання обраним | Освіта  | Партійна приналежність            | Відомості про обраного депутата                 |
| --------------------------- | ----------------------------------- | --------------------- | ------- | --------------------------------- | ----------------------------------------------- |
| Комуністична партія України |                                     |                       |         |                                   |                                                 |
| 3                           | Жук Людмила Анатоліївна             | 05.11.2010            | середня | член Комуністичної партії України | Григорівська загальноосвітня школа, медсестра   |
| 5                           | Ходоров Сергій Анатолійович         | 05.11.2010            | вища    | член Комуністичної партії України | Виконком Григорівської сільської ради, секретар |
| 10                          | Боюк Василь Васильович              | 05.11.2010            | середня | член Комуністичної партії України | тимчасово не працює                             |
| Партія регіонів             |                                     |                       |         |                                   |                                                 |
| 2                           | Зверова Валентина Павлівна          | 05.11.2010            | середня | член Партії регіонів              | Заготівник молока                               |
| 4                           | Штирба Алла Миколаївна              | 05.11.2010            | середня | член Партії регіонів              | Григорівський будинок культури, директор        |
| 6                           | Папушой Віталій Олександрович       | 05.11.2010            | середня | член Партії регіонів              | Григорівський відділ зв'язку, електоро- монтер  |
| 8                           | Фуртатова Раїса Іванівна            | 05.11.2010            | середня | член Партії регіонів              | Шевченківська загальноосвітня школа, вчитель    |
| 9                           | Матяж Тамара Василівна              | 05.11.2010            | середня | член Партії регіонів              | тимчасово не працює                             |
| 11                          | Молдованова Валентина Олександрівна | 05.11.2010            | середня | член Партії регіонів              | приватний підприємець                           |
| 12                          | Суслова Тетяна Борисівна            | 05.11.2010            | середня | член Партії регіонів              | Василівський будинок культури, завідувачка      |
| Самовисування               |                                     |                       |         |                                   |                                                 |
| 1                           | Семенова Наталя Василівна           | 05.11.2010            | середня | позапартійна                      | Григорівський відділ зв'язку, листоноша         |
| 7                           | Подолян Світлана Степанівна         | 05.11.2010            | середня | позапартійна                      | тимчасово не працює                             |